# İkiyaka, Yüksekova
İkiyaka là một xã thuộc huyện Yüksekova, tỉnh Hakkâri, Thổ Nhĩ Kỳ.